# Paola Tirados
Paola Tirados, född den 14 januari 1980 i Las Palmas de Gran Canaria, Spanien, är en spansk konstsimmare.
Hon tog OS-silver i lagtävlingen i konstsim i samband med de olympiska konstsimstävlingarna 2008 i Peking.